# Casa de la Vila d'Ademús
La Casa de la Vila o ajuntament és un edifici civil, que es troba a la vila d'Ademús, País Valencià.

## Situació
La Casa de la Vila presideix la Plaça de la Vila, autèntic centre neuràlgic de l'antiga vila medieval. En aquesta plaça se situen diferents edificis d'importancia, tant des del punt de vista administratiu, econòmic, com religiòs: la Casa de la Vila (Ajuntament), la Cambra Vella del Forment (antic almodí o magatzem municipal de grà), la Casa Abadía i la desapareguda Església de la Mare de Déu de la Plaça, que va funcionar durant segles com a segona parroquial.

## Història
Al segle xvi ja trobem documentació al voltant d'un edifici on es reunien el Justícia i els Jurats de la vila, tot i que l'actual edifici sembla pertànyer al segle xvii. Així ho indica el fet que les fonts diuen que l'antiga Casa de la Vila va ser destruïda pel terratrèmol ocorregut el 7 de juny de 1656, com també d'altres edificis de la vila com ara el castell, l'antiga església parroquial de Sant Pere Intramurs i quaranta cases més. Així doncs, l'actual Casa de la Vila d'Ademús hauria estat erigida després de 1656.

## Descripció
És un edifici de dimensions considerables, si considerem el context local, amb planta rectangular. El més característic de la Casa de la Vila és la llotja baixa de pedra picada, oberta a la plaça, i que va servir també com a part dels animats mercats del passat. Hi ha la planta noble amb balcó de fusta i un segon pis de menor altura i amb série de finestretes. Es tracta d'una tipología heretada de la tradició aragonesa d'edificis consistorials.